# Europees kampioenschap bandstoten 1958-1959
Het Europees kampioenschap in de biljartdiscipline bandstoten in het seizoen 1958-1959 werd gespeeld van 8 t/m 11 januari 1959 in Oberhausen. René Vingerhoedt behaalde de titel.

## Toernooi-format
Partijlengte 200 caramboles. Halve competitie.

## Eindstand
| EK Bandstoten 1958-1959 – Eindstand | EK Bandstoten 1958-1959 – Eindstand | EK Bandstoten 1958-1959 – Eindstand | EK Bandstoten 1958-1959 – Eindstand | EK Bandstoten 1958-1959 – Eindstand | EK Bandstoten 1958-1959 – Eindstand | EK Bandstoten 1958-1959 – Eindstand | EK Bandstoten 1958-1959 – Eindstand | EK Bandstoten 1958-1959 – Eindstand |
| RANG                                | SPELER                              | GESP                                | PP                                  | CAR                                 | BRT                                 | MOY                                 | PMOY                                | HS                                  |
| ----------------------------------- | ----------------------------------- | ----------------------------------- | ----------------------------------- | ----------------------------------- | ----------------------------------- | ----------------------------------- | ----------------------------------- | ----------------------------------- |
|                                     | René Vingerhoedt                    | 7                                   | 12                                  |                                     |                                     | 5,92                                | 7,40                                | 39                                  |
|                                     | Johann Scherz                       | 7                                   | 11                                  |                                     |                                     | 4,50                                | 8,00                                | 43                                  |
|                                     | Walter Lütgehetmann                 | 7                                   | 19                                  |                                     |                                     | 5,15                                | 7,14                                | 41                                  |
| 4                                   | Bert Teegelaar                      | 7                                   | 7                                   |                                     |                                     | 4,28                                | 5,88                                | 37                                  |
| 5                                   | Emile Wafflard                      | 7                                   | 6                                   |                                     |                                     | 4,94                                | 6,06                                | 41                                  |
| 6                                   | Joaquin Domingo                     | 7                                   | 6                                   |                                     |                                     | 4,17                                | 4,25                                | 37                                  |
| 7                                   | Norbert Witte                       | 7                                   | 5                                   |                                     |                                     | 4,52                                | 6,06                                | 41                                  |
| 8                                   | Pierre Hervé                        | 7                                   | 0                                   |                                     |                                     | 3,02                                | geen                                | 23                                  |
| Totaal                              | Totaal                              | Totaal                              | Totaal                              | -                                   | -                                   | 5,92                                | 8,00                                | 43                                  |
|                                     |                                     |                                     |                                     |                                     |                                     |                                     |                                     |                                     |

Algiers 1949-1950 ·
Barcelona 1950-1951 ·
Madrid 1951-1952 ·
Valencia 1952-1953 ·
Saarbrücken 1953-1954 ·
Idar-Oberstein 1954-1955 ·
Lissabon 1955-1956 ·
Groningen 1956-1957 ·
Leuven 1957-1958 ·
Oberhausen 1958-1959 ·
Terrassa 1959-1960 ·
Lissabon 1962-1963 ·
Den Helder 1963-1964 ·
Montecatini Terme 1964-1965 ·
Krefeld 1965-1966 ·
Deurne 1966-1967 ·
Alghero 1968-1969 ·
Apeldoorn 1969-1970 ·
Eupen 1970-1971 ·
Mol 1971-1972 ·
Wenen 1972-1973 ·
Zandvoort 1973-1974 ·
Granada 1974-1975 ·
Moyeuvre-Grande 1975-1976 ·
Bottrop 1976-1977 ·
Zelzate 1977-1978 ·
Emmeloord 1978-1979 ·
Wedel 1979-1980 ·
Hechtel 1980-1981 ·
Emmeloord 1981-1982 ·
Madrid 1982-1983 ·
Franeker 1983-1984 ·
Épinal 1984-1985 ·
Dülmen 1985-1986 ·
Mondorf-les-Bains 1986-1987 ·
Groningen 1987-1988 ·
Bottrop 1989-1990 ·
Mondorf-les-Bains 1990-1991 ·
Grubbenvorst 1991-1992 ·
Wijchen 1992-1993 ·
Wijchen 1993-1994 ·
Wijchen 1994-1995 ·
Wijchen 1995-1996 ·
Wijchen 1996-1997 ·
Wijchen 1997-1998 ·
Wijchen 1998-1999 ·
Hooglede 1999-2000 ·
Duisburg 2000-2001 ·
Wijchen 2001-2002 ·
Amsterdam 2002-2003 ·
Cervera 2003-2004 ·
Hasselt 2004-2005 ·
Kortrijk 2005-2006 ·
Cervera 2006-2007 ·
Carvin 2007-2008 ·
Wijchen 2008-2009 ·
Llinars del Vallès 2009-2010 ·
Haarlo 2010-2011 ·
Cervera 2011-2012 ·
Brandenburg a/d H. 2012-2013 ·
Brandenburg a/d H. 2014-2015 ·
Brandenburg a/d H. 2016-2017 ·
Brandenburg a/d H. 2018-2019 ·
Paiporta 2020-2021